# Estação Ferroviária de Marvão-Beirã
A estação ferroviária de Marvão-Beirã, originalmente e por vezes ainda identificada apenas como de Marvão, é uma interface ferroviária desactivada do Ramal de Cáceres, que servia as localidades de Beirã e Marvão, em Portugal. Foi inaugurada, como parte do Ramal de Cáceres, em 6 de Junho de 1880, e encerrada em 2012.

## Descrição

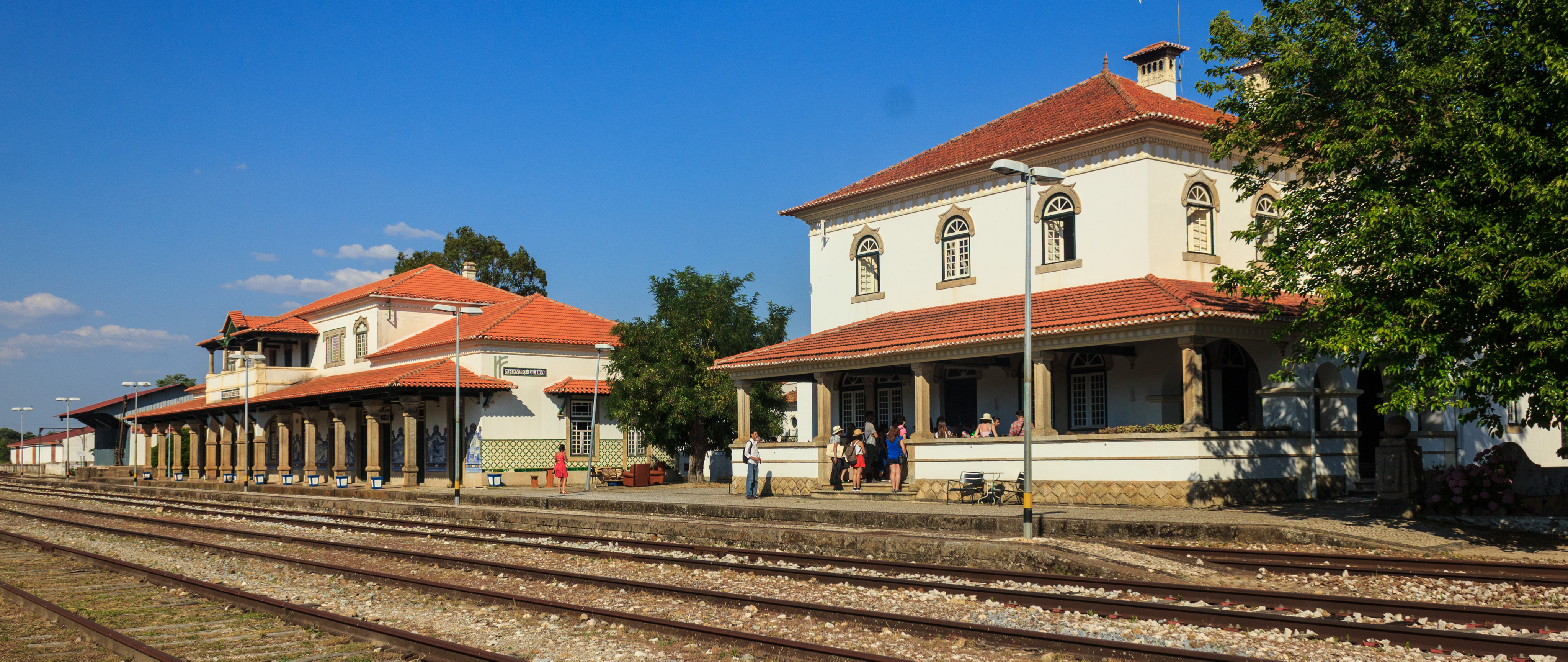
Vista geral da estação de Marvão-Beirã, com o albergue-restaurante em primeiro plano e o edifício de passageiros em fundo, em 2018.

### Localização e acessos
A estação tem acesso pelo Largo da Alfândega e pela Rua Dom João da Câmara, na localidade de Beirã. Situa-se a norte de Marvão, localidade nominal primária, distando mais de nove quilómetros por via rodoviária, mormente pela EM539.

### Infraestrutura
Em Janeiro de 2011, tinha duas vias de circulação, ambas com 415 m de comprimento, e duas plataformas, que apresentavam ambas 98 m de extensão, e 25 cm de altura. O edifício de passageiros situa-se do lado és-sudeste da via (lado direito do sentido ascendente, para Cáceres).

## História

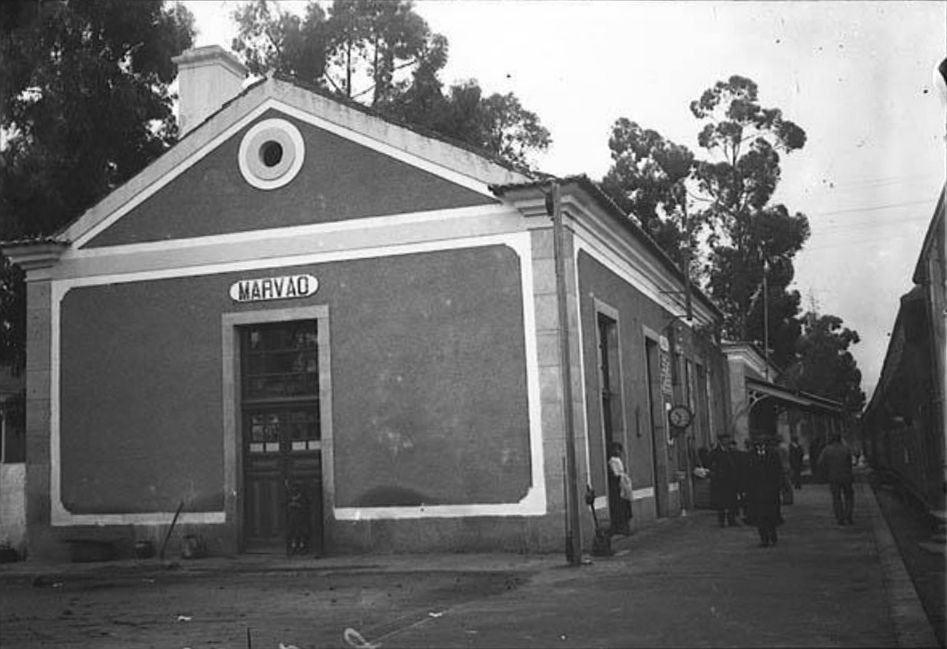
Estação de Marvão, em 1884.

### Inauguração
O Ramal de Cáceres começou a ser construído em 15 de Julho de 1878, pela Companhia Real dos Caminhos de Ferro Portugueses, e entrou ao serviço em 15 de Outubro do ano seguinte, mas a abertura oficial só se realizou no dia 6 de Junho de 1880. A implantação da importante estação fonteiriça em Beirã trouxe à freguesia grande afluxo de novos habitantes (decuplicando o parque habitacional entre 1877 e 1912) e a sua construção incluiu melhoramentos hidráulicos que minoraram cheias recorrentes no local.

Em 1913, havia um serviço de diligências entre a estação de Marvão e as termas da Fadagosa.

### Expansão

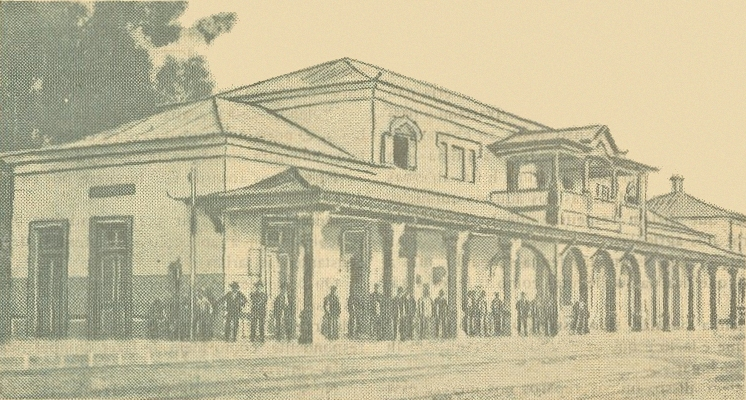
Estação de Marvão Beirã, após as obras de expansão de 1926.

Em 1924 foi elaborado um projeto de expansão desta gare, dado o estado já degradado e insuficiente do edifício original; as obras tiveram início em 1926, tendo o edificado anterior sido totalmente modificado: Foi aumentado o espaço disponível para a delegação aduaneira, os serviços, e os alojamentos para o pessoal, e construiu-se um anexo com um restaurante, e quatro quartos para passageiros, com lavabos individuais.
Esta remodelação ficou a cargo do arquiteto ferroviário Perfeito de Magalhães, que aplicou também aqui um estilo eclético, almejando enquadrar os edifícios da estação na arquitetura local. O edifício de passageiros apresenta três corpos em simetria, elevando-se o corpo central a dois pisos: Sendo o piso superior destinado à habitação do chefe e subchefe da estação, alberga o piso inferior a área para uso dos passageiros (bilheteiras, bagagens, e salas de espera), residindo nos corpos laterais serviços alfandegários e ferroviários. O interior da estação está revestido com um lambril de azulejos enxaquetados em verde e branco, colocados alternadamente.
As obras de 1926 incluiram ainda a criação do albergue-restaurante, igualmente do traço de Perfeito de Magalhães, que dotou este espaço de caraterísticas inovadoras na organização interna do espaço e seu enquadramento, no espírito da Arte Nova, mantendo uma identidade comum junto com o edifício principal da estação e restante edificado.
Em 1938, o Conselho Nacional de Turismo propôs a concessão de um novo subsídio, para custear a compra de um novo painel de azulejo na estação de Marvão - Beirã, com uma imagem da Torre de Belém. Esta decoração ficou a cargo do pintor Jorge Colaço: a fachada exterior da estação foi decorada com vários painéis de azulejo, em azul e branco, colocados de forma a ser facilmente vistos pelos passageiros, servindo como uma espécie de roteiro turístico para o visitante estrangeiro que chegava a Portugal. Os painéis de azulejo retratam vários aspectos locais e nacionais, como o Castelo de Marvão, o Cruzeiro e o Pórtico de Marvão, um casal com trajes regionais e o brasão de Marvão, o Templo de Diana, o Mosteiro de Alcobaça, e a Sé de Braga, além da já referida Torre de Belém. No total, a estação apresenta treze painéis de azulejos.

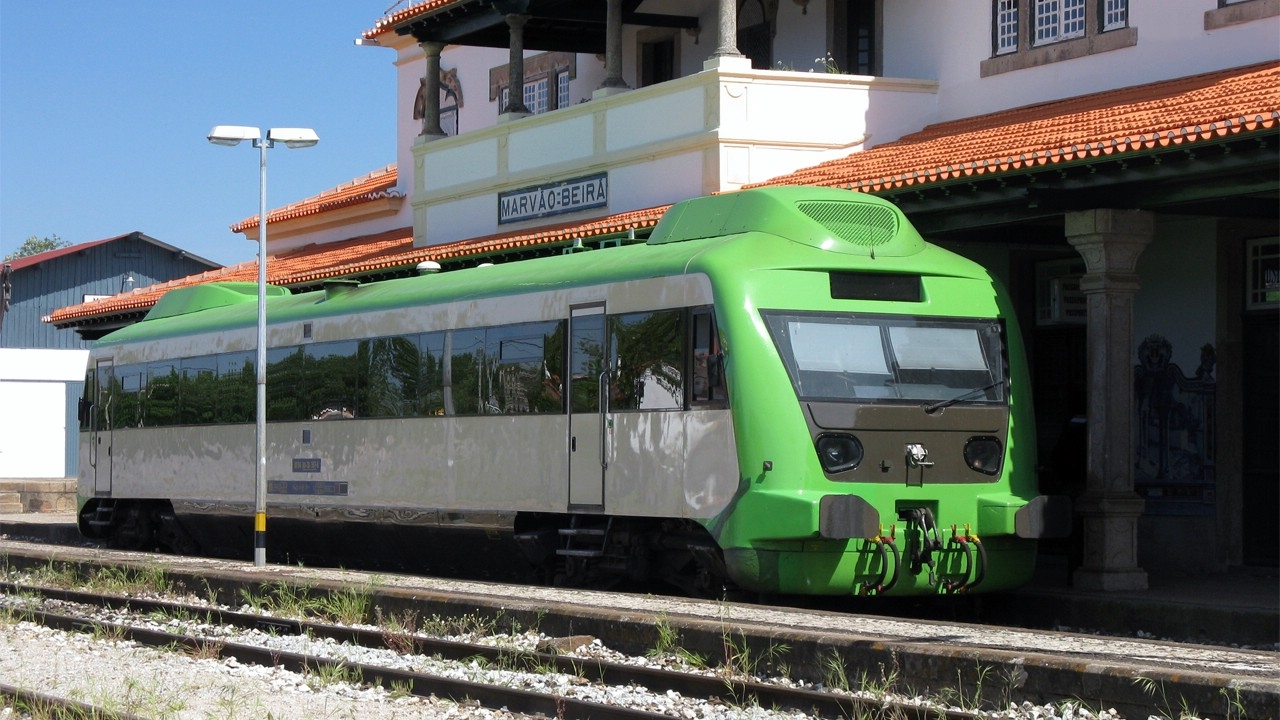
A estação de Marvão-Beirã, em 2009.

A estação de Marvão foi servida pelo TER Lisboa Expresso, que ligou Lisboa a Madrid entre 1967 e 1989. O Lusitânia Comboio Hotel, que circulou desde 1995, também passava por Marvão.

### Encerramento e recuperação
A operadora Comboios de Portugal suprimiu todos os comboios Regionais no Ramal de Cáceres no dia 1 de Fevereiro de 2011, ficando esta estação apenas com os serviços do Lusitânia Comboio Hotel, No entanto, em Outubro o governo anunciou a decisão de alterar o percurso destes comboios para a Linha da Beira Alta até ao final do mesmo ano, e assim proceder ao total encerramento do Ramal de Cáceres, no âmbito do Plano Estratégico de Transportes. Com efeito, em Agosto de 2012 a Rede Ferroviária afirmou que o percurso do Lusitânia Comboio Hotel sido alterado, passando a transitar pela Linha da Beira Alta, pelo que o Ramal de Cáceres iria ser encerrado no dia 15 desse mês. Efetivamente todo o ramal foi removido da rede em exploração pelo regulador no mesmo mês, explicitamente incluindo o interface de Marvão-Beirã.

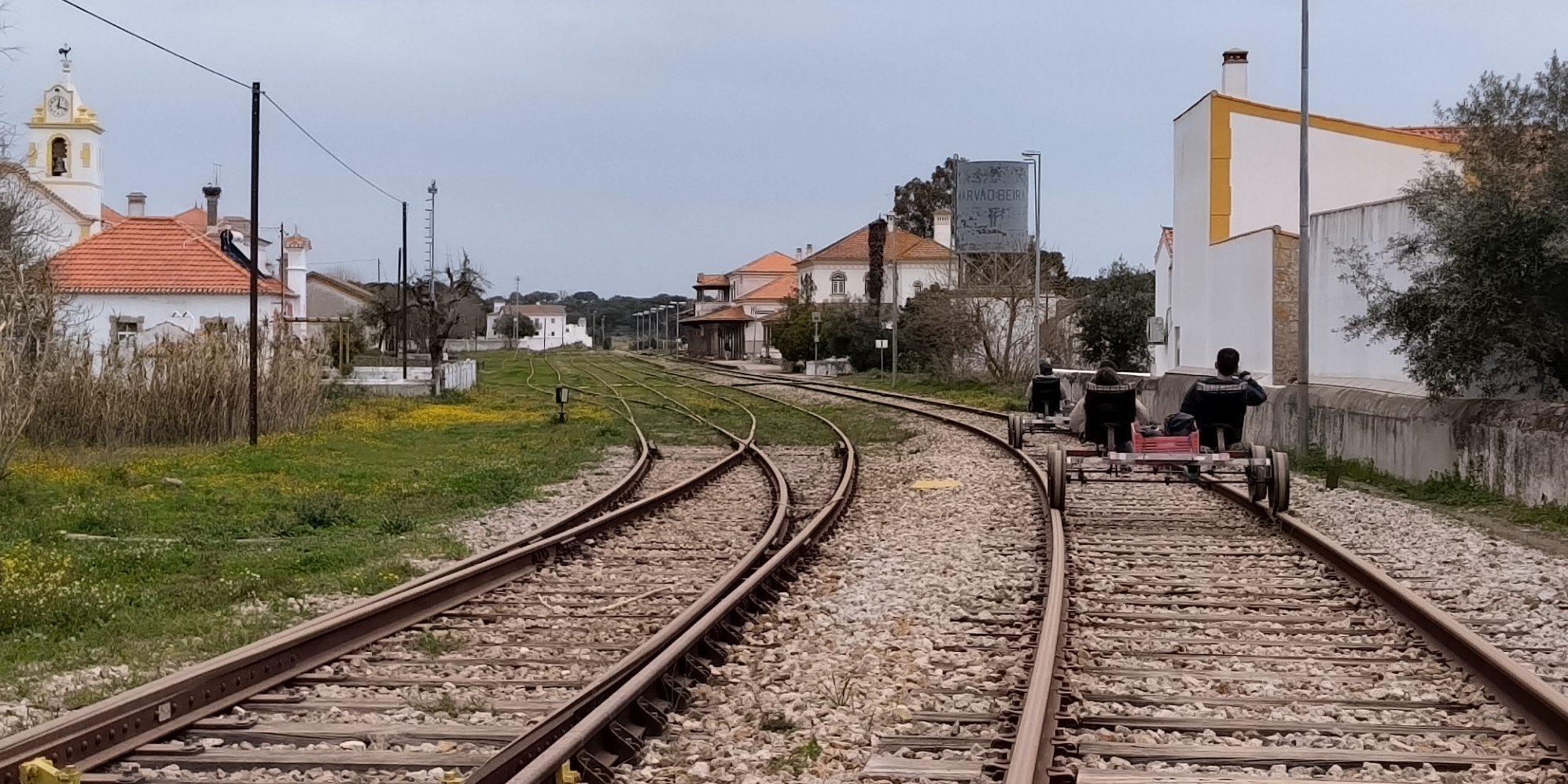
Dois veículos ferroviários a pedais chegando a Marvão-Beirã, em 2022.

Após o encerramento, o edificado da estação foi alvo de manutenção continuada por parte da Junta de Freguesia local, presidida por um ex-ferroviário, apresentando, em finais da década de 2010, um estado de conservação muito superior ao das restantes interfaces abandonadas do Ramal de Cáceres. Num projeto inciado em 2011, o albergue restaurante e alguns edifícios anexos, incluindo o armazém da estação, foram integrados num espaço de restauração e hotelaria local (TrainSpot). Desde pelo menos 2018, parte do Ramal de Cáceres é utilizada para fins turísticos com um serviço de rail bike entre esta estação e Castelo de Vide.